# Vashon
Vashon è un census-designated place (CDP) degli Stati Uniti d'America, situato nello stato di Washington, nella contea di King.
La comunità è localizzata sull'omonima isola, che si trova all'interno dello stretto di Puget.